# Угловой (посёлок)
Угловой — посёлок в Красноярском районе Самарской области. Входит в состав сельского поселения Красный Яр. 

## География
Находится на правобережье реки Сок на расстоянии примерно 3 километра по прямой на север от районного центра села Красный Яр.

## История
Основан в 1910 году.

## Население
Постоянное население составляло 422 человека (татары 62%) в 2002 году, 455 в 2010 году.